# Dilce
Dilce so naselje v Občini Postojna. Ustanovljeno je bilo leta 1994 iz dela ozemlja naselja Goriče. Leta 2015 je imelo 148 prebivalcev.